# 61344 Jicakyoryokutai
61344 Jicakyoryokutai è un asteroide della fascia principale interna. Scoperto nel 2000, presenta un'orbita caratterizzata da un semiasse maggiore pari a 2,227252 UA e da un'eccentricità di 0,119539, inclinata di 4,707770° rispetto all'eclittica.
Jicakyoryokutai, che in giapponese significa "volontario Jica", è il nome del corpo di volontari dell'Agenzia giapponese per la cooperazione internazionale (JCO), fondato nel 1965. Da allora, è impegnato in un'ampia gamma di attività di volontariato nei paesi in via di sviluppo per contribuire allo sviluppo di ciascun paese.